# 锁链中的圣彼得皇家礼拜堂
锁链中的圣彼得皇家礼拜堂（Chapel Royal of St. Peter ad Vincula）是英国伦敦的一个英国圣公会教堂，为伦敦塔的堂区教堂，位于盐塔内，目前的教堂由亨利八世建于1519–1520年，此处早在诺曼征服英格兰之前就已存在一个小礼拜堂。其名称是指圣彼得在耶路撒冷被囚。
一些在伦敦塔处死的著名囚犯都埋葬于此，包括安妮·博林、凯瑟琳·霍华德、简·格雷、托马斯·克伦威尔、 托马斯·莫尔和若望·费舍尔等等。
该堂是一座皇家教堂，为典型的都铎风格。
参观礼拜堂可以是伦敦塔游览的一部分，也可以参加主日上午的礼拜。